# Heterostachys ritteriana
Heterostachys ritteriana är en amarantväxtart som först beskrevs av Horace Bénédict Alfred Moquin-Tandon, och fick sitt nu gällande namn av Ung.-sternb. Heterostachys ritteriana ingår i släktet Heterostachys och familjen amarantväxter. Inga underarter finns listade i Catalogue of Life.